# 標楷體
標楷體（DFKai-SB または BiauKai）は、ダイナラブ（現ダイナコムウェア）によって開発された繁体字中国語の楷書体TrueTypeフォント。中華民国教育部の定めた国字標準字体に沿ってデザインされている。このため台湾以外の地域の習慣とは異なる字体になっている場合がある。

## Windows版
Microsoft Windowsに附属するものは、Windows繁体字中国語版ではWindows 95以降にインストールされ、Windows XP以降では繁体字中国語サポートがインストールされていれば、新細明體とともにインストールされる。中国語版以外のインタフェースではDFKai-SBまたはKaiUと表示される。
Windows 95・98の標楷體は、Unicodeに対応せず、中国語版Windowsでしか使うことができなかった。Windows 2000からUnicodeに対応したが、フォントをWindows 9xにコピーして使ってもBig5の範囲外の漢字は使うことができない。
Vista以降に附属するバージョン5.00ではCJK統合漢字 (U+4E00〜U+9FA5)、CJK互換漢字 (U+F900〜U+FA2D) の範囲にある繁体字・簡体字を含めた全ての漢字をカバーする。Windows 8発売時点での最新版はバージョン5.00である。他の一般的なTrueTypeフォントが文字全体まるごとの輪郭を処理しているのと異なり、標楷體は横画・縦画・点・はねなどそれぞれの漢字の筆画ごとにアウトラインをベクトルデータ化している。Adobe IllustratorやCorel Drawなどのドローソフトを使って、標楷體の文字をアウトライン化すると漢字の筆画ごとにばらばらになる（「化」の場合、「丿」「丨」「一」「乚」の4画に分けられる）問題がある。

## Mac版
Mac向けの標楷體は、Classic Mac OS向けのChinese Language Kit 2.0、Mac OS 9各言語版、Mac OS X Jaguar（10.2）以降のmacOSで提供される。デフォルトでインストールされる場合とオプションになる場合があり、macOS Sierra (10.12) 以降ではダウンロードして追加するオプションの扱いになっている。フォント名は漢字表記が標楷體、ラテン文字表記はBiauKaiで、フォントメニューなどではいずれかで表示される。PostScript名は「DFKaiShu-SB-Estd-BF」。文字セットはBig5。

## Windows版のバージョン
- 3.00 … Windows 2000、Windows XP、Windows Server 2003に附属。
- 5.00 … Windows Vista、Windows 7、Windows Server 2008、Windows 8、Windows 8.1に附属。
- 5.01 … Windows 10[4]、Windows 11[5]で追加インストールできるオプションフォント。